# Troféu Joan Gamper de 2011
O Troféu Joan Gamper de 2011 foi a quadragésima sétima edição do evento e, como em todas as edições, teve como país-anfitrião a Espanha. O adversário do Barcelona foi o Napoli da Itália.